# コーヒールンバ (お笑いコンビ)
コーヒールンバは、日本のお笑いタレント。所属は松竹芸能（東京）。

## メンバー
- 平岡 佐智男（ひらおか さちお、1982年7月17日（42歳） - ）

香川県出身。
身長168cm、体重68kg、血液型はO型。
香川県立坂出高等学校卒業。大学には合格したが、入学費を納め忘れて入学出来なかった。
その後タリーズコーヒーに入社し、3店舗で店長を務める。店舗最高売り上げの記録を更新したことがある。店長時代には商品開発にも携わり、「アイスエスプレッソ」を発案し、タリーズのメニューとして全国の全店舗で発売された。平岡が店長として新店舗立ち上げの話もあったが、ある時「今がピークかも」と思い、お笑いを本職にすることを決め退社。
退社後もコーヒー好きが高じ、全国のコーヒー店を巡る他、利きコーヒーも出来る。また自分の部屋を改造して、コーヒー焙煎技術向上にも努めているほどである。
その後も、2015年から不定期で自分の店「SACHIOPIA COFFEE」を東京都世田谷区内で開店している。
いつもコーヒーが入った魔法瓶をバッグに入れて持ち歩いている。
かつてはコンビ「ゾーズ」で活動。
- 西原 朗演（にしはら あきひろ、1977年7月27日（47歳） - ）

福岡県 北九州市出身。
身長170cm、体重60Kg、血液型はAB型。
関西大学社会学部産業心理学専攻　出身
寮長をしていた。
大学内の他寮の後輩に山里亮太(南海キャンディーズ)がいる。
ただし、芸歴は山里の方が上である。
自身のアクリルスタンドを持ち歩いている。
愛称は「にっしー」
2002年から2009年までは、コンビ「ニッシーマーシー」で活動。
特技は和太鼓。趣味は競馬。モーニング娘。のファン。
心理士（日本心理学会認定）、合気道初段の資格有り。
相方の平岡のことを、同期生で年下だが「平岡さん」と呼んでいる。かつては「さん」抜きで呼んでいたが、ネタの方向性やどうすれば売れるかというプランのなどを全部平岡が決めているので、そう言ったことから気が付いたら「さん」付けで呼ぶようになっていたという。
相手の癖を見て、その人のことがわかる。という特技を持っており、ライブやテレビ番組で披露することが多々ある。
14歳下の妻がいる

## 略歴・概説
2010年、元ゾーズの平岡、元ニッシーマーシーの西原でコーヒールンバ結成。元々二人は松竹芸能東京養成所3期生同士で、ゾーズとニッシーマーシーはチキン野郎（現・パワフルコンビーフ）と共にこの3組によるユニット「6人マン」での活動もしており、親交があった。「次に組むなら平岡さんしかない」と思って、西原から誘った。最初に付けたコンビ名は「2人マン」だったが、結成したばかりの頃に先輩たちにあいさつ回りをしていた中で、アメリカザリガニに「コーヒー店で働いていたんやから、『コーヒールンバ』でやれ」と言われてすぐに改名した。
コント、漫才共に演じている。漫才では、ある一つの言葉（大政奉還など）を度忘れして、言葉を次々につながりで連想して行って度忘れしたという言葉を導き出すというネタを披露している。コントでは、「別れ話」のネタで平岡がピンクのワンピースが特徴のキャラ「平岡さち子」に扮し「そう、私は○○」という台詞を頻繁に発し、ステップを踏むなどしている。

## 出演

### ラジオ
- おひるでポン！(牛久コミュニティ放送) 2022年8月8日〜西原のみ
- GOGOドライブ(牛久コミュニティ放送)木曜日担当-西原のみ
- GOGOラジオ戦隊ユーユーファイブ854「夜パト！！」(牛久コミュニティ放送) 2023年4月-火曜日担当-西原のみ

### ポッドキャスト
- コーヒールンバの名言いかがですか〜笑って学ぶ神ことば〜(2022年9月9日-)

### テレビ
- オンバト+（NHK総合） - 2013年11月9日出場、最高361KB
- Shibuya Deep A（NHK総合） - 平岡のみ
- ヒルナンデス!（日本テレビ） - 2015年2月13日、平岡のみ
- PON!（日本テレビ）- 2016年4月～9月・水曜レギュラー → 2016年10月から火曜レギュラー
  - 「コーヒールンバのこれはPON!だけの豆情報!」と銘打って出演[14]。
- ハッピーMusic（日本テレビ）
- 芸人報道（日本テレビ） - 平岡のみ
  - まもなく!芸人報道（日本テレビ）
- あらびき団（TBS）
  - ナマイキ!あらびき団（TBSチャンネル、YNN）
- 笑う経済白書 THEピンキリSHOW（TBS）
- ヒーデル公爵（TBS） - 平岡のみ
- オサレもん（フジテレビ）
- 爆笑レッドカーペット ザ・トライアル（フジテレビ） - 2013年4月27日
- 人志松本の○○な話（フジテレビ）
- フジテレビからの〜!（フジテレビ）
- ロケットライブ（フジテレビ）
- 人志松本のすべらない話（フジテレビ）
  - 真夜中のオーディション（平岡のみ）
  - 完全版3時間スペシャル（フジテレビONE） - 平岡のみ
- お願い!ランキング（テレビ朝日） - 2014年5月22日、平岡のみ
- 雨上がり決死隊のトーク番組アメトーーク!（テレビ朝日） - 2014年12月30日「ザキヤマ&フジモンがパクりたい-1グランプリ」で出演[15]
- ざっくりハイボール（テレビ東京）
- 有言実行バラエティ!タイムチャレンジャー（関西テレビ）
- カキューン!!（関西テレビ）
- コレキメ（毎日放送） - 2013年8月16日、平岡のみ
- 趣味バカ（サンテレビ）
- あけるなキケン（TBS） - 2015年3月29日深夜。「お笑いE-girls杯」でこの日出演した7組の芸人の中から優勝者に選ばれた[15]
- ラブラブエイリアン 第28・29話 (2016年9月29日、フジテレビ) - スタッフ 役(平岡のみ)
- NEWSの全力!!メイキング 第37回 - コーヒーの専門家として平岡のみ（TBS）
- イチオシ大予想TV「馬キュン！」 WEB版(BSフジ)2013年8月24日-西原のみ
- 濱口女子大学(テレビ大阪)事務所の後輩みなみかわの推薦で、業界最下層のクズ芸人として登場　2021年1月23日-西原のみ
- カンニング竹山のイチバン研究所(TOKYO MX)(2023年7月15日)

### ラジオ
- アポロン（TOKYO FM） - 2014年8月22日、平岡のみ
- マイナビ Laughter Night（TBSラジオ） - 2017年2月25日
- 山崎怜奈の誰かに話したかったこと。（TOKYO FM） - 2020年11月18日、平岡のみ

### 映画
- 家族はつらいよ（2016年3月12日公開、松竹）- 平岡のみ出演

### 単独ライブ
- 第1回単独ライブ 〜俺の花びら〜（2013年5月11日、新宿角座）[16]
- 第2回単独ライブ 〜休憩と反省〜（2014年7月4日、新宿角座）[17]
- 第3回単独ライブ 〜好きなコーヒーを少しばかり〜（2015年5月6日、新宿角座）[18]
- 第4回単独ライブ 「喫茶店の窓辺から」（2016年7月23日、新宿角座）[19]

### ネット配信
- 巨大ヒーロー ヴィクトリアス（Gigantic Hero Victorious）（2023年3月17日 - 、ギガ特撮チャンネル） - ハルタヨシキ 役[20]

## 掲載
- an・an（マガジンハウス） - 平岡コーヒー企画が掲載
- MORE（集英社）
- 松竹FAN座ボッキン団！（2021年6月19日[21]‐、FANZAニュース）